# هارولد راسل
هارولد جان راسل (انگلیسی: Harold John Russell؛ زاده ۱۴ ژانویهٔ ۱۹۱۴ درگذشته ۲۹ ژانویه ۲۰۰۲) هنرپیشه اهل کانادا بود.

## جوایز
- جایزه اسکار بهترین بازیگر نقش مکمل مرد (۱۹۴۶)
- چهارمین مراسم گلدن گلوب (۱۹۴۶)
- جایزه اسکار افتخاری (۱۹۴۶)

## فیلم‌شناسی
- بهترین سال‌های زندگی ما (۱۹۴۶)[۱]
- انگیزه‌های درونی (۱۹۸۰)